# RS-Canum-Venaticorum-Stern
RS-Canum-Venaticorum-Sterne sind eine Klasse von getrennten Doppelsternen, bestehend aus massereicheren primären Riesen oder Unterriesen mit einem Spektraltyp G bis K und einem Begleiter, der ein Unterriese oder Hauptreihenstern vom Spektraltyp G bis M ist. RS-CVn-Sterne zeigen außerhalb eines möglichen Bedeckungslichtwechsels eine Modulation der Lichtkurve mit einer Amplitude von bis 0,6 mag in V, die als eine Rotation von Sternflecken auf der Oberfläche der Sterne interpretiert wird. Die ausgeprägte magnetische Aktivität dieser Sterne zeigt sich durch eine heiße Korona im Bereich der Röntgenstrahlung sowie die Beobachtungen von Flares.

## Definition
Es gibt mehrere Definitionen der RS-Canum-Venaticorum-Sterne, die nebeneinander benutzt werden. Die erste Definition von Hall umfasste die Kriterien
- photometrische Veränderlichkeit
- die Kalzium K & H Linien in Emission
- ein Unterriese innerhalb der Roche-Grenze
- eine schnelle Rotation der Sterne, die fast synchronisiert mit der Umlaufdauer des Doppelsternsystems ist
- die Umlaufdauer ist selbst veränderlich

Neben dieser Definition werden RS-CVn-Sterne nicht als enge Doppelsterne mit Sternen mit nahezu gleicher Masse, bei denen die Komponente mit höherer Temperatur die Spektralklasse F-K zeigt und die Umlaufdauer zwischen einem Tag und 2 Wochen liegt. Im weitesten Sinne werden RS-CVns als wechselwirkende enge Doppelsterne mit wenigstens einem kühlen Stern und bestenfalls sehr geringem Massentransfer beschrieben.

### Vorkommen in Sternkatalogen
Der General Catalogue of Variable Stars listet aktuell etwa 600 Sterne mit dem Kürzel RS, womit etwas über 1 % aller Sterne in diesem Katalog zur Klasse der RS-Canum-Venaticorum-Sterne gezählt werden. Ein Teil dieser Sterne ist zusätzlich bedeckungsveränderlich, unter anderem der Namensgeber RS Canum Venaticorum.

## Verwandte Sternklassen
Zu den Sternen mit magnetischer Aktivität gehören neben den RS-Canum-Venaticorum-Sternen die
- roten Zwerge der Klasse UV-Ceti-Stern, die Flares zeigen
- BY-Draconis-Sterne, deren Lichtkurven durch Sternflecken moduliert werden
- schnell rotierenden Riesen der FK-Comae-Berenices-Sterne
- jungen T-Tauri-Sterne
- engen Bedeckungsveränderlichen W-Ursae-Majoris-Sterne, deren Lichtkurven nur durch die Annahme von Sternflecken modelliert werden können
- Algolsterne
- die sonnenähnlichen Sterne[5]

## Ursache der magnetischen Aktivität
Alle die verwandten Sternklassen sowie die RS-Canum-Venaticorum-Sterne haben einen konvektiven Energietransport in der Photosphäre in Kombination mit einer hohen Rotationsgeschwindigkeit. Die Rotationsgeschwindigkeit ist bei den RS-CVns die Folge einer gebundenen Rotation in dem Doppelsternsystem. Das Magnetfeld dürfte bei den RS-Canum-Venaticorum-Sternen wie bei der Sonne in der Tachocline-Region entstehen. Die Magnetohydrodynamik beschreibt die Entstehung eines Magnetfeldes, wenn elektrischer Strom in Form eines Plasmas aufgrund der differentiellen Rotation im Inneren eines Sterns fließt. Wegen der Koppelung der Rotationsperiode mit der Bahnumlaufdauer bei dieser Sternklasse übersteigt die Magnetfeldstärke um Größenordnungen die der Sonne. Die Anzeichen für die magnetische Aktivität sind aber dieselben:
- Sternflecken, die bis zu 50 % der sichtbaren Oberfläche einnehmen können
- eine auf mehrere Millionen K aufgeheizte Korona, die im Bereich der Röntgenstrahlung beobachtet werden kann
- der Nachweis von Flares im Bereich der Röntgen-, Radio- und Ultraviolettstrahlung
- Emissionslinien aus einer Chromosphäre wie die Kalzium- und Magnesiumlinien[6]

## RS-Canum-Venaticorum-Sterne als Einzelsterne
Ein K-Unterriese mit magnetischer stellarer Aktivität wird zu den RS-Canum-Venaticorum-Sternen gezählt, auch wenn keine Anzeichen für einen Begleiter gefunden werden. In den meisten Fällen dürfte der Begleiter zu lichtschwach sein um nachgewiesen zu werden. Es gibt aber auch einen Entwicklungsweg für schnell rotierende Einzelsterne sich in einen aktiven K-Unterriesen zu verwandeln. Diese Sterne mit dem Spektraltyp frühes F auf der Hauptreihe bilden in der Phase des zentralen Wasserstoffbrennens nur eine Konvektionszone mit geringer Tiefe in der Photosphäre aus. Die Tachocline-Region generiert nur ein schwaches Magnetfeld und die Rotationsgeschwindigkeit bleibt hoch. Wenn sich diese Sterne nach dem Erschöpfen des Wasserstoffvorrats in ihrem Kern von der Hauptreihe fort entwickeln kreuzen sie die Hertzsprung-Lücke als ein aktiver K-Unterriese mit einer 1,25- bis 1,5-fachen Sonnenmasse. Da die Hertzsprung-Lücke aber innerhalb weniger 10.000 Jahre durchlaufen wird, sind die Sterne sehr selten. Massenreichere Sterne durchlaufen die Hertzsprung-Lücke zu schnell um beobachtet zu werden und massenärme Sterne entwickeln ein so kräftiges Magnetfeld während ihrer Hauptreihenphase, dass sie später zu langsam rotieren um als K-Unterriese Anzeichen für stellare Aktivität zu zeigen.

## Beispiele
- RS Canum Venaticorum
- UX Arietis
- Sigma Geminorum
- Lambda Andromedae
- Zeta Andromedae